# Dopružování
Dopružování (anelasticita, vnitřní útlum, elastická hystereze, relaxace napětí) je jev projevující se u polykrystalických látek, zvlášť u polymerů tím, že změna přetvoření probíhá pomaleji než změna zatížení, je to schopnost materiálu rozptylovat elastickou energii při vibracích, odborně hysterezní vztah mezi deformací a silou. 
Dopružování se u některých materiálů projevuje tak, že po odstranění zatížení  se deformace vytrácí postupně po určité době a ne okamžitě jako je to u pružných materiálů. Dopružování nastává u těles, u nichž nebylo vyvoláno větší normálové napětí než byla mez pružnosti. Dopružování a odchylky od Hookova zákona se objevují při opakovaném namáhání materiálu tahem a tlakem. Křivky napínání a stlačování pak vytváří hysterezní křivku.

## Historie
V roce 1835 Wilhelm Weber popsal chování kokonového vlákna při elastické deformaci. Zjistil, že když přestala působit deformující síla, nevrátilo se kokonové vlákno do původního tvaru hned, ale během několika dnů. Tento jev nazval dopružování. Dopružování se projevuje především u kaučuku, skla, olova a u jiných organických látek s obdobnými vlastnostmi.

## Projevy
Nevýhoda dopružování se projevuje například u analogových měřidel (např. deformačních tlakoměrů, analogový ampérmetr), kdy nastává elastické dopružování popřípadě trvalá deformace během provozu a je nutná pravidelná kalibrace. Proto není vhodné měřit často s maximálními výchylkami. Na délku doby dopružování má vliv teplota, která ji může zmenšit. 
Podle příčiny útlumu se popisuje
- frekvenčně závislý vnitřní útlum,
- frekvenčně nezávislý vnitřní útlum – konstrukčně užitečná vlastnost, využívají se slitiny hořčíku, slitina Mn-Cu, litina, beton.